# Youssoufia (Tissemsilt)
Youssoufia (în arabă اليوسوفية) este o comună din provincia Tissemsilt, Algeria.
Populația comunei este de 2.254 de locuitori (2008).